# I Can Feel You
«I Can Feel You» es el primer sencillo del nuevo disco Heavy Rotation de la cantante norteamericana Anastacia. La canción se oyó por primera vez en las emisoras de radio el 21 de agosto de 2008, y el CD Sencillo se publicó el 10 de octubre en casi todo el mundo, incluyendo también un Lado B, en inglés "B-side", titulado "In Summer", una canción que también aparece en el disco Heavy Rotation.

## Promoción
Anastacia promocionó el sencillo en los siguientes lugares en 2008:
- El 29 de septiembre de 2008 en la versión serbia de Operación Triunfo
- El 20 de octubre de 2008, en el Mira quién baila español.
- En "Pink Ribbon Gala" en Estocolmo
- El 23 de noviembre de 2008 en las "Divas II" en Inglaterra
- El 25 de noviembre de 2008 en "Serata D'onore", en Italia
- El 28 de noviembre de 2008 en "Energy Stars for Free 2008" en Zúrich
- En 95.8 Capital FM's "Jingle Bell Ball" el 10 de diciembre de 2008. El concierto The O2 arena fue en Londres
- El 12 de diciembre en los "Premios 40 Principales" España
- El 12 de diciembre de 2008 en el programa "Fama ¡A Bailar!" España
- En diciembre en la gala de fin de año "Feliz 2009" España
- El 13 de diciembre de 2008 en Wetten, dass..? en Stuttgart
- En el Cheerios ChildLine Concert en Dublín el 16 de diciembre de 2008

## Videoclip
El videoclip se estrenó oficialmente el 14 de septiembre de 2008 en Los Ángeles y ha sido dirigido por Chris Applebaum. El video consta de Anastacia en cinco configuraciones diferentes: 
En la primera aparece en un callejón lleno de humo vistiendo un vestido plateado, bailando y saltando. 
En la segunda lleva unos pantalones de cuero negro, sentada en una silla brillante y rodeada por luces verdes, en la que canta el estribillo. 
En la tercera sale totalmente desnuda en una gran bañera, cubriendo sus pechos con sus manos y sus brazos y mostrando sus característicos tatuajes. 
En la cuarta sale con un vestido negro en una casa oscura, vieja y de madera, bailando y cantando.
Y por último, sale con un segundo vestido de plata y con una enorme boa de plumas, bailando y cantando delante de una pared. 
Estás cuatro y totalmente diferentes configuraciones se ve a Anastacia con distintos peinados, incluyendo escenas con su marido, hermana, perros y más.
El videoclip ha sido publicado en las cadenas musicales de Europa, Asia y Oceanía.
- Videoclip I Can Feel You

## Formatos
- RU 2 Pistas Promocionales CD Single

1. I Can Feel You (Radio) - 3:31
2. I Can Feel You (Versión CD) - 3:50

- RU 5 Pistas Promocionales CD Single

1. I Can Feel You (Versión Original) - 3:49
2. I Can Feel You (Max Sanna & Steve Pitron Radio) - 3:34
3. I Can Feel You (Max Sanna & Steve Pitron Club Mix) - 7:54
4. I Can Feel You (Max Sanna & Steve Pitron Club Mix Radio) - 3:33
5. I Can Feel You (Mousse T Remix) - 3:26

- CD Single (Alemania 2 Pistas de Sencillo)

1. I Can Feel You (Versión CD) - 3:50
2. I Can Feel You (Instrumental) - 3:48

- CD Single (Internacional)

1. I Can Feel You (Versión CD) - 3:50
2. I Can Feel You (Max Sanna & Steve Pitron Club Mix) - 7:54

- CD Maxi Single (Mayor) (International)

1. I Can Feel You (Radio) - 3:30
2. In Summer - 4:07
3. I Can Feel You (Max Sanna & Steve Pitron Club Mix) - 7:54
4. I Can Feel You (Videoclip) - 3:40

- CD Maxi Single (Australia)

1. I Can Feel You (Radio) - 3:30
2. I Can Feel You (Max Sanna & Steve Pitron Club Mix) - 7:54
3. In Summer - 4:07
4. I Can Feel You (Videoclip) - 3:40

## Radio
| \| Emisora \| Posición más alta \| \| ----------------------------- \| ----------------- \| \| Australia Singles Chart \| 31 \| \| Austria Top 40 \| 20 \| \| Bélgica Ultratop 50 Singles \| 38 \| \| Bélgica Ultratop 40 Singles \| 33 \| \| R.Checa IFPI Airplay Chart \| 57 \| \| Holanda Top 40 \| 9 \| \| Estonia Airplay Chart \| 4 \| \| Eurochart Hot 100 Singles \| 54 \| \| Alemania Media Control Charts \| 25 \| \| Hungría Airplay Chart \| 31 \| \| Italia FIMI Singles Chart \| 11 \| \| Portugal Disco digital Chart \| 4 \| \| Eslovaquia IFPI Airplay Chart \| 5 \| \| España Los 40 Principales \| 15 \| \| Suecia Singles Chart \| 17 \| \| Suiza Music Chart \| 27 \| \| UK Singles Chart \| 67 \| \| Hungría Singles Chart \| 20 \| |                   |
| Emisora | Posición más alta |
| Australia Singles Chart | 31                |
| Austria Top 40 | 20                |
| Bélgica Ultratop 50 Singles | 38                |
| Bélgica Ultratop 40 Singles | 33                |
| R.Checa IFPI Airplay Chart | 57                |
| Holanda Top 40 | 9                 |
| Estonia Airplay Chart | 4                 |
| Eurochart Hot 100 Singles | 54                |
| Alemania Media Control Charts | 25                |
| Hungría Airplay Chart | 31                |
| Italia FIMI Singles Chart | 11                |
| Portugal Disco digital Chart | 4                 |
| Eslovaquia IFPI Airplay Chart | 5                 |
| España Los 40 Principales | 15                |
| Suecia Singles Chart | 17                |
| Suiza Music Chart | 27                |
| UK Singles Chart | 67                |
| Hungría Singles Chart | 20                |

- Datos: Q909615